# Lucas Veríssimo
Lucas Veríssimo da Silva (ur. 7 lipca 1995) – brazylijski piłkarz występujący najczęściej na pozycji środkowego obrońcy w brazylijskim klubie Corinthians.

## Kariera klubowa

### Santos
Urodzony w Jundiaí w stanie São Paulo, Veríssimo rozpoczął karierę w młodzieżowych drużynach zespołu José Bonifácio. Następnie przeniósł się do Linense, gdzie został włączony do kadry pierwszej drużyny w styczniu 2013 r.
Niedługo potem Lucas Veríssimo został nowym zawodnikiem Santosu, jednak tam na początku występował w drużynach juniorskich. 26 marca 2015 r. przedłużył swój kontrakt związując się z klubem do kwietnia 2017 r.
28 listopada 2015 roku, korzystając z zawieszenia Paulo Ricardo, Veríssimo został powołany przez trenera Dorivala Júniora do kadry na mecz Série A przeciwko Vasco da Gama, ale w tym meczu pozostał niewykorzystanym rezerwowym. 30 grudnia 2015 podjęto decyzję o włączeniu zawodnika na stałe do kadry pierwszej drużyny. Zadebiutował w drużynie 23 stycznia 2016 w towarzyskim meczu z Bahia.
Veríssimo zadebiutował w spotkaniu oficjalnym 30 stycznia 2016 r. w ramach rozgrywek Campeonato Paulista w meczu rozgrywanym u siebie przeciwko São Bernardo. 2 marca po raz kolejny przedłużył kontrakt tym razem do grudnia 2019 roku.
Powrót po kontuzji Davida Braza oraz pozyskanie Luiza Felipe sprawiło, że Veríssimo w sezonie 2016 rozegrał zaledwie 3 spotkania w ramach Série A. Debiut miał miejsce 14 września 2016 roku, gdy zmienił Lucasa Lime w wygranym 1-0 wyjazdowym meczu z Botafogo.
Veríssimo zadebiutował w Copa Libertadores 16 marca 2017 roku, w wygranym 2-0 domowym spotkaniu z The Strongest. Pierwszego profesjonalnego gola strzelił 4 maja, zdobywając zwycięską bramkę w zakończonym wynikiem 3-2 spotkaniu z Independiente Santa Fe.
18 lipca 2017 r., Veríssimo przedłużył swój kontrakt do czerwca 2022 r. Swój setny mecz dla klubu rozegrał 13 maja następnego roku, w przegranym 3-1 domowym spotkaniu z Paraną.
8 czerwca 2020 r., Veríssimo przedłużył umowę z Santosem do grudnia 2024 r..

### Benfica
4 stycznia 2021 r. Veríssimo uzgodnił warunki transferu do drużyny Primeira Liga - SL Benfica. Kwota transferu wyniosła 6,5 mln euro, a sam zawodnik miał pozostać w poprzednim klubie do zakończenia udziału klubu w rozgrywkach Copa Libertadores. Santos przegrał dopiero w finale tych rozgrywek przeciwko Palmeiras.

## Tytuły

### Klubowe
Santos
- Campeonato Paulista : 2016

### Indywidualne
- Bola de Prata : 2019
- Copa Libertadores najlepsza 11-tka: 2020